# Wspólnota administracyjna Kötz
Wspólnota administracyjna Kötz – wspólnota administracyjna (niem. Verwaltungsgemeinschaft) w Niemczech, w kraju związkowym Bawaria, w rejencji Szwabia, w regionie Donau-Iller, w powiecie Günzburg. Siedziba wspólnoty znajduje się w miejscowości Kötz.
Wspólnota administracyjna zrzesza dwie gminy wiejskie (Gemeinde): 
- Bubesheim, 1 465 mieszkańców, 7,76 km²
- Kötz, 3 214 mieszkańców, 20,55 km²